# Temperance "Bones" Brennan
La Dra. Temperance «Bones» Brennan, Ph.D. (nacida como Joy Keenan), es un personaje ficticio interpretado por Emily Deschanel en la serie de televisión estadounidense de Fox, Bones. Antropóloga, antropóloga forense y kinesióloga, es descrita en la serie como una autoridad destacada en el campo de la antropología forense. Brennan apareció por primera vez en televisión, junto con otros personajes de la serie, en el episodio «Piloto» de Bones el 13 de septiembre de 2005. Ella es la protagonista principal de la serie junto con el Agente Especial del FBI Seeley Booth (David Boreanaz). 
Brennan está vagamente basada en la autora Kathy Reichs. Su nombre proviene de la heroína en la serie de novelas policíacas de Reichs, también llamada Temperance Brennan. La principal similitud que comparten las dos es su ocupación como antropólogas forenses. Brennan apareció en la lista de los personajes de televisión más intrigantes de Comcast. Fue incluida en la lista de los 50 personajes femeninos favoritos de la televisión de AfterEllen.com. Su relación con Seeley Booth fue incluida en la lista «30 Best 'Will They/Won't They?' TV Couples» de Entertainment Weekly.

## Historia del personaje
Temperance «Bones» Brennan es una antropóloga forense que trabaja en el laboratorio médico-legal del Instituto Jeffersonian en Washington D. C. Obtuvo su licenciatura y doctorado de la Universidad Northwestern, según se menciona en «La chica en la nevera» y «El tutor en el alboroto». Tiene tres doctorados, según lo menciona el Dr. Jack Hodgins en el episodio «Las partes del todo», en antropología, antropología forense y kinesiología; se da a entender que la mayor parte de su trabajo en el laboratorio está relacionado con cuerpos muertos hace mucho tiempo o víctimas de genocidio.
Su trabajo ocasional por contrato para el FBI cambió el enfoque de su labor. Fue emparejada con el Agente Especial del FBI Seeley Booth y ayudó a resolver dos casos difíciles. Desde entonces, han trabajado juntos casi exclusivamente en casos de asesinato contemporáneos.
Brennan trabaja con un grupo de otros colegas bien calificados, que incluyen al entomólogo Jack Hodgins (T.J. Thyne), su jefa y patóloga forense Camille Saroyan (Tamara Taylor), la artista forense Angela Montenegro (Michaela Conlin) y una serie de estudiantes de posgrado. Booth se refiere a su equipo de colegas como «cabezas rapadas», porque acuden a escenas del crimen y entrecierran los ojos para examinar las pruebas. También es responsable de su apodo, «Bones», que inicialmente detestaba.
En el desenlace de la primera temporada, emitida el 17 de mayo de 2006, la Dra. Brennan afirmó haber nacido en 1976, lo que implicaría que tenía entre 29 y 30 años en ese momento, aproximadamente la misma edad que la actriz Emily Deschanel, quien nació el 11 de octubre de 1976.  Posteriormente, en el episodio «La muerte de la reina abeja» de la quinta temporada, emitido casi cuatro años después el 15 de abril de 2010, se sugiere que su edad entonces era de 33 años, basándose en la identificación de un excompañero de clase de la Escuela Secundaria Burtonsville (presumiblemente ubicada en Burtonsville, Illinois) como víctima, y en la declaración de que este tenía 33 años. Además, en «La mujer en el limbo», se revela que antes de la desaparición de sus padres, la familia de Brennan residía en Chicago, Illinois.
El interés arraigado de la Dra. Brennan por los delfines se destaca en la narrativa de la serie, surgiendo en la temporada inaugural y compartido con su difunta madre. En el desenlace de la primera temporada, «La mujer en el limbo», se presenta un momento significativo cuando examina un cinturón con una hebilla de delfín, una reliquia de su madre de la cual admite haber tomado prestado en una ocasión sin autorización. Este apego a los cetáceos se reitera en entregas posteriores como «El titán en las vías», «El asesino en el concreto» y «El observador en el charco» de la segunda temporada, alusiones que rememoran la constelación Delphinus (el Delfín), una conexión sentimental compartida entre ella y su madre. Más adelante, en la temporada 6, específicamente en «El doctor en la foto», se la representa luciendo un anillo adornado con motivos de delfines, consolidando así su afinidad por estos seres marinos.
En el transcurso de la primera temporada, particularmente en el episodio piloto, se revela que la Dra. Brennan regresa de Guatemala tras dedicarse a la identificación de víctimas del genocidio. Expresa con firmeza: «He estado en Guatemala durante dos meses, identificando víctimas de genocidio». Además, en otro episodio destacado de esa misma temporada, «El niño en un arbusto», la Dra. Brennan comparte con Booth haber realizado un perfil antropológico de los suburbios durante su etapa como estudiante graduada. No obstante, surge una inconsistencia en el episodio mencionado, ya que la Dra. Brennan afirma haber trabajado en Waco después del asedio de 1993, proporcionando asistencia en la identificación de niños fallecidos en el incendio del complejo Davidiano. Esta declaración plantea interrogantes, dado que en el momento del suceso ella tendría alrededor de 17 años, lo que sugiere una posible discrepancia temporal en la narrativa del personaje.
En el episodio «La momia en el laberinto», la Dra. Brennan manifiesta claramente su ofidiofobia al enfrentarse a la presencia de serpientes, una fobia que se evidencia nuevamente, aunque de manera más atenuada, en «El mastodonte en la habitación». Sin embargo, esta última ocasión presenta un matiz interesante, ya que Brennan reflexiona sobre su reacción, notando que su miedo parece intensificarse únicamente cuando el Agente Booth está presente para brindarle apoyo. Este detalle sugiere una posible influencia del contexto interpersonal en su manifestación de la fobia. Además, la Dra. Brennan revela haber tenido una serpiente como mascota durante su etapa escolar, lo que añade una capa de complejidad a su relación con estos reptiles.
En otro contexto, en el episodio «El hombre en el corredor de la muerte» de la primera temporada, Brennan expone su posición respecto a la pena de muerte, argumentando a favor de su aplicación en casos extremos, como aquellos que involucran actos atroces contra la humanidad, como los perpetrados durante el genocidio en Ruanda. Este enfoque se reafirma en «La mujer en el aeropuerto», donde muestra un marcado desdén hacia los cirujanos plásticos, a quienes desestima como «carniceros glorificados con títulos médicos». Tal actitud resurge en la temporada 4, específicamente en «La cenicienta en el cartón». En otro orden de ideas, en «La mujer en el coche», se desvela que la Dra. Brennan obtuvo un tercer doctorado en kinesiología, una disciplina que le proporciona herramientas para colaborar con Angela en la reconstrucción de la dinámica de un homicidio, ilustrando así su versatilidad académica y su dedicación a desentrañar los enigmas forenses.
En la segunda temporada, la Dra. Brennan manifiesta un deseo peculiar al expresar su interés por tener una mascota cerdo, a la cual planea llamar «Jasper». Esta curiosa inclinación hacia los animales se suma a su vasta gama de intereses y habilidades, como se evidencia en diversas instancias a lo largo de la serie. Su profundo conocimiento en kinesiología se pone de manifiesto de manera repetida, destacando su capacidad para deducir información relevante a partir de observaciones aparentemente triviales. Ejemplos notables incluyen su habilidad para determinar el embarazo de una sospechosa por su forma de caminar en «La verdad en la lejía», identificar la escoliosis de una concursante de belleza en «La niña con el rizo» y proporcionar instrucciones precisas sobre tácticas de combate en «La mujer en la arena».
Además, en el episodio «El Judas en un poste», se revela un detalle intrigante sobre la Dra. Brennan y su hermano: comparten el mismo tipo de sangre, siendo ambos de tipo O. Asimismo, en «Huesos resplandecientes en la vieja casa de piedra», se muestra otro aspecto de su versatilidad al revelar sus habilidades culinarias, recibiendo elogios por sus macarrones con queso por parte del Agente Booth.
En un ámbito más personal, en el episodio «La momia en el laberinto» de la temporada 3, se descubre el gusto de la Dra. Brennan por el icónico personaje de Wonder Woman, revelando que suele disfrazarse como la superheroína en las fiestas de Halloween del Jeffersonian. Además, en «El bebé en la cuna», se revela un aspecto conmovedor de su carácter al mostrar su registro como madre de crianza, a petición de su hermano, para cuidar de las hijas de su padrastro en caso de eventualidades. Por último, en el episodio «El practicante en el incinerador» de la temporada 3, se desvelan más detalles sobre las preferencias de la Dra. Brennan, como su flor favorita, el narciso, seguida de la margarita, y su fascinación por el planeta Júpiter. Estos aspectos agregan capas de complejidad al retrato de este personaje multifacético.
En la quinta temporada, específicamente en «La muerte de la reina abeja», la Dra. Brennan revela una faceta más íntima de su vida pasada al discutir sobre la presencia de mascotas en su hogar. Contrario a lo que se especulaba, Brennan confiesa haber tenido un ratón, una serpiente y algunas arañas como mascotas durante su juventud. Este detalle arroja luz sobre su temprano interés por el estudio de la anatomía animal, una pasión que la encaminaría hacia su vocación como antropóloga forense. Durante su etapa en la escuela secundaria de Burtonsville, su relación más estrecha fue con el conserje de la institución, Ray Buxley, con quien compartía conversaciones profundas sobre la vida y la muerte, además de recibir de él animales muertos para diseccionar, alimentando así su fascinación por la ciencia forense. Es relevante destacar que Brennan menciona que Ray Buxley sería uno de sus más fervientes admiradores más adelante, al nombrar al asesino en su primer libro en su honor.
En el mismo periodo, en «Las partes de la suma del todo», Brennan sorprende a Booth al revelar que domina seis idiomas, dos de los cuales son desconocidos para él. Este talento lingüístico, sumado a su habilidad para comunicarse en francés, deja entrever la profundidad de su erudición y experiencia en diferentes culturas y lenguajes.En el episodio «El Mastodonte en la Habitación» de la sexta temporada, se revela que la Dra. Brennan y Daisy regresan de un año de excavación arqueológica en las Islas Molucas. Esta experiencia arqueológica no solo refuerza su experiencia en el campo, sino que también añade una dimensión más profunda a su perfil como científica y académica.
En el episodio «El Apagón en la Tormenta de Nieve» de la temporada 6, se introduce por primera vez la iguana mascota de la Dra. Brennan, ampliando así su colección de animales domésticos. Este detalle añade una capa adicional a su personalidad y estilo de vida. Además, se revela su inclinación por la lectura de revistas científicas, destacando su interés en publicaciones como «Medicinal Physics Quarterly», donde encuentra información valiosa sobre electrostática y triboluminiscencia que resulta crucial durante una situación de corte de energía en el laboratorio.
En relación con su iguana mascota, en «La Verdad en el Mito», se expone un episodio inusual en el que Vincent Nigel-Murray, como parte de su proceso de rehabilitación por abuso de alcohol, se disculpa por haber utilizado a la iguana de Brennan como sombrero en una fiesta tras haberla tomado prestada. Esta anécdota resalta la singularidad de los vínculos personales de Brennan y sus compañeros de equipo en el Jeffersonian. En la temporada 8, en «El Tigre en la Fábula», se menciona de manera sorprendente que la Dra. Brennan alguna vez experimentó con peyote en compañía de nativos americanos, lo que añade un aspecto intrigante a su historia personal y su disposición a explorar diferentes experiencias culturales.
Finalmente, en «El Senador en el Barrendero de Calles» de la temporada 11, se revela que la Dra. Brennan es miembro del Partido Verde de los Estados Unidos, una afiliación política que comparte con el Dr. Hodgins. Este detalle sugiere una faceta más activa de su participación en la esfera política y medioambiental, complementando su perfil como científica comprometida con causas sociales y ambientales.

### Familia y primeros años
A pesar de una infancia aparentemente normal, la vida de la Dra. Temperance Brennan se vio sacudida por la repentina desaparición de sus padres cuando tenía 15 años. Su hermano mayor, Russ (interpretado por Loren Dean), no pudo hacerse cargo de ella, lo que la llevó a ser colocada en el sistema de acogida. Antes de ingresar a la universidad, Brennan había cambiado de escuela en 12 ocasiones diferentes, una experiencia que ella misma ha descrito como carente de consistencia y que generó una marcada inestabilidad en su vida temprana.
La narrativa sobre el tiempo de Brennan en el sistema de acogida ha presentado evidencia contradictoria. En un episodio, afirma que su abuelo la rescató de este entorno, mientras que en otro episodio posterior sugiere que nunca llegó a conocer a sus abuelos (posiblemente refiriéndose a dos conjuntos de abuelos diferentes, paternos y maternos). Sin embargo, teniendo en cuenta la revelación de que los padres de Brennan asumieron nuevas identidades cuando ella tenía tres años, es plausible que el abuelo que la sacó del sistema de acogida no fuera su abuelo biológico, lo que añade una capa de complejidad a su historia familiar.
Durante su estancia en el sistema de cuidado de crianza, la Dra. Brennan experimentó un ambiente notablemente traumático y abusivo. En una ocasión, reveló que fue encerrada en el maletero de un automóvil durante dos días como castigo por romper un plato. Además, en el episodio «El dedo en el nido», confesó a Booth haber descubierto el cadáver de su anciana vecina en su hogar. En el mismo episodio, mencionó que sus padres estaban profundamente preocupados por su bienestar después de que comenzara a simular su propia muerte. Durante su infancia tumultuosa en el sistema de cuidado de crianza, Brennan llevaba consigo una lista de hogares de acogida de los que había sido expulsada, guardada en el fondo de su zapato, como testimonio de los numerosos traslados y rechazos que había experimentado.
En la primera temporada, la Dra. Brennan entregó a Booth el expediente sobre la desaparición de sus padres, quien accedió a investigarlo como un favor personal. Posteriormente, en la segunda temporada, se reveló que sus padres, expertos en robos de cajas de seguridad bancarias, habían cambiado la identidad de la familia después de robar documentos comprometedores del FBI relacionados con el asesinato de un agente del FBI y la falsa acusación del activista de derechos civiles Marvin Beckett (interpretado por Lou Beatty Jr.). El nombre de nacimiento de Brennan era Joy Keenan. Su madre biológica, Ruth Keenan, conocida bajo la identidad asumida de Christine Brennan, había dejado una cinta para Brennan en su cumpleaños número 16, en caso de que nunca pudieran reunirse. Brennan descubrió más tarde que Ruth/Christine fue asesinada en 1993, dos años después de que ella y su esposo huyeran.
El regreso de Max Keenan (interpretado por Ryan O'Neal), padre de Brennan, a la vida de su hija se produce en un momento crítico cuando ella y su hermano se encuentran amenazados por un antiguo conocido, quien resulta ser el jefe de Booth, el Subdirector Robert Kirby (interpretado por Ryan Cutrona). Tras un incidente fatal en el que Max mata a Kirby para proteger a sus hijos, él evade la captura y se lleva a su hijo Russ a un lugar seguro. Sin embargo, Max toma la decisión de entregarse a Booth para mejorar su relación con su hija. En el juicio subsiguiente, Max es absuelto del asesinato de Kirby, en parte gracias a una estrategia de defensa ideada por Booth que sembró dudas razonables sobre la culpabilidad de Max. Posteriormente, Max trabaja temporalmente en el Jeffersonian como guía para niños visitantes, destacando su talento innato como exprofesor de ciencias. A pesar de sus habilidades y el deseo de Brennan de reconciliarse con su padre, ella se muestra reticente ante la idea de permitir que un convicto tenga acceso a un laboratorio de investigación criminal. Durante este período, Max también presenta a Brennan a su prima Margaret Whitesell, interpretada por la hermana de Deschanel en la vida real, Zooey Deschanel.
Brennan comparte una estrecha amistad con su colega Angela, a quien considera como una hermana, como se evidencia en el estreno de la sexta temporada. Además, se revela al final de la sexta temporada que Brennan está embarazada, y el padre del bebé es Booth, consolidando así su relación y anticipando nuevos capítulos en sus vidas. En el episodio «El perro caliente en la competencia» de la temporada 7, Brennan y Booth reciben la noticia emocionante de que están esperando una niña. Su hija, Christine Angela Booth, nace en un establo durante el episodio «El prisionero en el tubo», llevando los nombres de la madre de Brennan y su querida amiga Angela.
Sin embargo, el final de la temporada 7, «El pasado en el presente», trae consigo un giro dramático cuando Brennan se ve envuelta en una situación comprometedora relacionada con la muerte de su amigo Ethan Sawyer. Ante la amenaza de ser arrestada y separada de su hija, Max la persuade para que huya con Christine, temiendo que incluso si es hallada inocente, pueda perder la custodia de su hija. En el estreno de la temporada 8, se revela que Brennan se comunicaba clandestinamente con Angela a través de mensajes codificados en flores, y posteriormente utiliza esta táctica para mantener el contacto con Booth mientras está prófuga. A pesar del riesgo para su seguridad, Brennan decide encontrarse con Booth en persona después de meses de ser madre soltera. Eventualmente, el asesino de Sawyer, Christopher Pelant, es capturado, lo que permite a Brennan reunirse con su familia.
Aunque Pelant intenta manipular a Booth para que no acepte la propuesta de matrimonio de Brennan, amenazando con causar daño a personas inocentes, la amenaza se disipa cuando el equipo logra eliminar a Pelant. En el episodio 6 de la temporada 9, «La mujer de blanco», Booth y Brennan finalmente se casan. En el episodio «El ojo en el cielo» de la temporada 10, Brennan descubre que está esperando su segundo hijo con Booth, consolidando aún más su unión como familia.

## Caracterización
A lo largo de la serie, Brennan es retratada como una brillante antropóloga que carece de habilidades sociales. Su ineptitud social es especialmente evidente cuando se trata de sarcasmo, metáforas (que a menudo interpreta literalmente) y bromas de la cultura popular, y a menudo es la fuente de comedia en el programa. Un ejemplo de esto es cuando confunde a Colin Farrell con Will Ferrell. En las primeras temporadas, se caracterizaba por ser directa e incapaz de detectar señales sociales; ella misma afirma que Booth una vez le dijo que «apesta en la comunicación no verbal», y era conocida dentro del FBI por ser extremadamente difícil de tratar. Comenzó a reconocer su falta de sensibilidad después de que Booth le dijera directamente que era «mala con las personas» en «El chico en el árbol». Su falta de «habilidad política» y habilidades sociales también fue una razón por la cual fue ignorada en favor de la Dra. Camille Saroyan como jefa de la división forense en el Jeffersonian en la temporada 2. Otros personajes la han descrito como «poco divertida» y «una tradicionalista rígida».
Durante su adolescencia, Brennan enfrentó numerosos desafíos, y se sugiere, principalmente por el Dr. Sweets, que su tendencia al aislamiento social puede ser un mecanismo de defensa. En ocasiones, lucha por identificar y expresar sus emociones, encontrando consuelo en la lógica y racionalidad de su disciplina antropológica. Aunque se ha especulado que el personaje de Brennan tiene similitudes con el autismo, esta caracterización nunca ha sido confirmada dentro del argumento de la serie. El creador de la serie, Hart Hanson, ha afirmado que la decisión de no etiquetar a Brennan con un síndrome específico fue para mantener el atractivo del programa en la televisión general. Esta influencia en su personaje también explica su enfoque extremadamente racional en las primeras temporadas, así como sus dificultades sociales. Brennan se identifica a sí misma como atea y a menudo critica lo que percibe como irracionalidad en las creencias religiosas y espirituales. Esto ha resultado en más de una confrontación con Booth, quien es un devoto católico romano. Su indignación se intensifica especialmente cuando compara religiones menos conocidas, como el vudú, con el cristianismo.
En el episodio crossover con Sleepy Hollow titulado «Los muertos no cuentan cuentos», el protagonista Ichabod Crane nota el escepticismo extremo de Brennan, sugiriendo que incluso desestimarla llegaría a considerar al demonio Moloch, antagonista principal de Sleepy Hollow, como simplemente un hombre con una afección cutánea. Aunque esta observación tranquiliza a Crane, revela la falta de reconocimiento de Brennan sobre la verdadera naturaleza de la tumba secreta descubierta debajo de la Casa Blanca.
Brennan es una autora de renombre cuyas obras han dominado la lista de best sellers del New York Times durante un notable periodo de 18 semanas. Además de su éxito en el ámbito literario, está altamente capacitada en tres disciplinas de artes marciales y posee licencias de caza en cuatro estados, así como un arma legalmente registrada y un certificado de buceo. Aunque inicialmente prometió considerar adoptar una dieta vegetariana después de presenciar el sacrificio de cerdos, un evento que también reflejó el trágico destino de su madre, en el episodio «El hombre duro en el pollo tierno» (temporada 5, episodio 6), Angela señala razones de salud como la motivación detrás de la elección vegetariana de Brennan. Brennan también es una entusiasta practicante de funambulismo y políglota, dominando al menos siete idiomas adicionales, que incluyen español, francés, latín, chino, pashto, japonés (aunque limitado a un vocabulario conversacional), noruego (conocido específicamente por su palabra «cráneo», que afirma conocer en casi todos los idiomas), farsi, yiddish y alemán. Aunque admitió tener conocimientos básicos de ruso, durante una demostración de su fluidez en alemán con Booth, involuntariamente entabla una conversación en ese idioma antes de corregirse a sí misma. Brennan suele desestimar la importancia de la psicología y critica el enfoque de Sweets, refiriéndose a él como no siendo un verdadero científico debido a su dependencia en la vaguedad de la psicología y las emociones.
A lo largo de la serie, la personalidad de Brennan experimenta una evolución significativa, mostrando una mayor flexibilidad en su pensamiento y una mayor capacidad para relacionarse con los demás. Estos cambios son observados por el Dr. Gordon Wyatt, quien nota cómo su enfoque se vuelve menos rígido con el tiempo, permitiéndole distinguir entre precisión y verdad. En la temporada 4, bajo la tutela de Booth, Brennan se embarca en un viaje de crecimiento personal, aprendiendo a abandonar su perspectiva científica para conectar de manera más interpersonal con las familias de las víctimas y los sospechosos durante los interrogatorios. Además, demuestra una mayor disposición para apoyar a sus amigos en empresas a veces irracionales, como cuando ayuda a Angela en su búsqueda para salvar a un cerdo del sacrificio.Su sensibilidad y empatía hacia los demás también se desarrollan notablemente, como se evidencia en su capacidad para consolar a su abuelo y su disposición para acompañar a la madre soltera de una víctima a un funeral para que no esté sola. Además, muestra emociones más humanas cuando se encuentra bajo extremo estrés, como su miedo a las serpientes en «La momia en el laberinto», donde, a pesar de conocer la falta de peligro venenoso, se muestra reacia a entrar en una habitación llena de serpientes. Aunque generalmente es fuerte e independiente, Brennan reconoce en varias ocasiones que su felicidad está intrínsecamente ligada a la de Booth, revelando así una vulnerabilidad que anteriormente había mantenido oculta. Este desarrollo en su personaje demuestra su crecimiento emocional y su capacidad para adaptarse a las complejidades de las relaciones humanas.
Hacia el desenlace de la quinta temporada, Brennan experimenta una profunda sensación de insatisfacción y desilusión en su trabajo. Siente que su labor carece de sentido, al darse cuenta de que, a pesar de capturar a múltiples asesinos, siempre habrá más crímenes por resolver. Para encontrar una nueva perspectiva, decide liderar una expedición antropológica a Indonesia durante un año, con el objetivo de identificar restos protohumanos antiguos. Después de reflexionar sobre esta decisión, Brennan se compromete con la expedición. Sin embargo, siete meses después, ella y el resto del equipo regresan inesperadamente a Washington D. C. para apoyar a Cam y salvar su empleo. En este punto, todos toman la decisión colectiva de quedarse, demostrando el vínculo y la lealtad que sienten hacia su equipo y su trabajo en el Jeffersonian.
A medida que avanza la sexta temporada, Brennan se encuentra confrontando sus sentimientos hacia Booth, a quien previamente había rechazado en el episodio 100 de la temporada anterior. Tras su retorno de siete meses de introspección, ha llegado a aceptar sus sentimientos románticos por él, llegando incluso a lamentar no haber dado una oportunidad a su relación en el pasado. Sin embargo, la situación se complica cuando Booth regresa de Afganistán con un nuevo interés amoroso, la corresponsal de guerra Hannah Burley. A pesar de ello, Brennan entabla amistad con Hannah y, cuando esta última rechaza la propuesta de matrimonio de Booth, Brennan está ahí para ayudarlo a sobrellevar las consecuencias emocionales. En el penúltimo episodio de la temporada 6, Booth y Brennan finalmente consuman su relación, teniendo relaciones sexuales. En los momentos finales del final de temporada, se revela que como resultado de este encuentro, Brennan está embarazada y Booth es el padre. A lo largo del episodio, se observa a Brennan haciendo preguntas a Angela y expresando comentarios que sugieren tanto emoción como aprensión. Al ver la felicidad de Booth ante la noticia, ella también parece estar exultante. Este desarrollo refleja su anhelo previo de convertirse en madre, algo que había mencionado aproximadamente en la temporada 4, así como su deseo de que Booth sea el padre de su hijo.
En el episodio «The Shot in the Dark» de la temporada 8, Brennan sufre una herida de bala mientras trabaja en el laboratorio durante la noche. Durante su cirugía de emergencia, experimenta una serie de visiones en las que se encuentra con su difunta madre, Christine Brennan. Aunque al principio descarta estas visiones como alucinaciones, Brennan continúa experimentándolas a lo largo del episodio. Durante estas interacciones, se revela que la hiper-racionalización de Brennan proviene del último consejo que su madre le dio antes de desaparecer, instándola a utilizar su cerebro en lugar de su corazón. A pesar de que este consejo la ha ayudado a sobrevivir a lo largo de los años, la visión de su madre le señala que es momento de buscar algo más que la mera supervivencia.
Desde que inició una relación con Booth, se casó con él y tuvo hijos, el personaje de Brennan ha experimentado un notable desarrollo personal. Ahora se muestra como una esposa amorosa y una madre protectora. A menudo, deja de lado su ateísmo y utiliza su hiper-racionalidad para comprender y apoyar las creencias religiosas de Booth. Por ejemplo, en la temporada 8, hace referencia a la Biblia para persuadir a Booth de perdonar a su madre, y al final de la temporada, acepta celebrar su boda en una iglesia, argumentando que puede apreciar la «belleza» de la ceremonia y su significado para Booth. Además, en la temporada 10, muestra preocupación por el cambio de actitud de Booth después de su liberación de prisión y exoneración, notando que no ha asistido a misa en algún tiempo.

## Relaciones
El psicólogo del FBI, Lance Sweets, plantea en varios episodios que la aprehensión de Brennan hacia las relaciones está en gran medida influenciada por el abandono y abuso que experimentó como adolescente tras la desaparición de sus padres. Se sugiere que ella «oculta» su verdadero ser detrás de un velo de hiper-racionalismo y mantiene a las personas a distancia, a excepción de aquellos que están más cerca de ella, como Booth y Angela. Sin embargo, con el tiempo, Brennan se vuelve más cómoda confiando en otros, incluyendo a Sweets, Hodgins, Cam y su padre, lo que indica un desarrollo en su capacidad para establecer relaciones más profundas y significativas.

### Románticas
Brennan ha experimentado varias relaciones de corta duración, incluyendo un encuentro desafortunado con un individuo que resultó ser un asesino, así como la reactivación de un romance con su exdirector de tesis. En el episodio piloto de la serie, ha afirmado que, aunque no siempre siente la necesidad de comprometerse emocionalmente en una relación, ha participado en relaciones casuales para «satisfacer impulsos biológicos». En un episodio posterior, pasó tiempo con dos hombres, uno por su inteligencia y el otro por su destreza sexual. En el episodio «El prodigio en el prodigio» de la temporada 5, le revela a Booth que perdió su virginidad a los 22 años, y cuando él le pregunta por qué esperó tanto tiempo, ella responde que la decisión era «importante para ella». Tras un notable crecimiento como personaje, Temperance Brennan ahora está felizmente casada con su compañero Seeley Booth, y tienen una hija y un hijo juntos.

#### Seeley Booth
Seeley Booth, Agente Especial del FBI, es el compañero de Brennan y el principal enlace entre el Jeffersonian y las agencias de aplicación de la ley al comienzo de la serie. A lo largo de la serie, se convierte en el principal interés amoroso de Brennan, y al final, se casan y tienen hijos juntos. Aunque su estilo de trabajo inicialmente choca con el de Brennan, con el tiempo se convierten en socios de pleno derecho. Su compatibilidad se convierte en uno de los puntos centrales del programa, con muchos nuevos personajes confundiéndolos con una pareja y compañeros de trabajo. Angela, en particular, constantemente especula que son «algo más que socios».
Booth y Brennan han arriesgado repetidamente su seguridad para salvarse mutuamente, demostrando un fuerte lazo emocional. Por ejemplo, Booth recibió una bala destinada a Brennan, y Booth la rescata del corrupto Agente Jamie Kenton, incluso cuando él mismo está gravemente herido. Su amor mutuo por la canción de Foreigner «Hot Blooded» se menciona en varios episodios, como «Dos cuerpos en el laboratorio» de la temporada 1 y «El roquero en el ciclo de enjuague» de la temporada 5, donde Booth la llama «nuestra canción». Brennan ha expresado en varias ocasiones su disposición a hacer cualquier cosa para ayudar a Booth, lo que demuestra el profundo afecto y conexión entre los dos personajes.
La relación entre Brennan y Booth experimenta una evolución significativa a lo largo de la serie. Aunque al principio son opuestos en muchos aspectos, incluidos sus enfoques hacia la vida y el trabajo, gradualmente desarrollan un profundo respeto y aprecio mutuo. Inicialmente, Brennan es despectiva hacia Booth debido a sus diferencias de enfoque y su falta de comprensión sobre el mundo científico en el que ella se mueve. Sin embargo, a medida que trabajan juntos, ella comienza a admirar sus habilidades para conectar con las personas y leer las señales de comportamiento. A lo largo de las primeras temporadas, Brennan también aprende a ser más consciente de cómo sus comentarios pueden afectar a Booth y se esfuerza por ser más empática hacia él. La relación entre Brennan y Booth se profundiza a medida que ambos revelan más sobre su pasado y superan desafíos juntos. Brennan se vuelve solidaria con Booth, especialmente después de enterarse de su infancia abusiva y su pasado traumático en el ejército. A pesar de sus diferencias, están dispuestos a arriesgar su seguridad y bienestar por el otro, lo que demuestra el fuerte lazo emocional que han desarrollado. En las temporadas posteriores, Brennan muestra una protección aún mayor hacia Booth y se vuelve más explícita en su apoyo hacia él. Está dispuesta a confrontar a sospechosos y enfrentar situaciones difíciles para protegerlo, incluso cuando esto significa poner en peligro su propia seguridad o enfrentar consecuencias negativas. Su relación se fortalece aún más a medida que superan desafíos personales y profesionales juntos, lo que los lleva a unirse aún más como pareja y colegas.